# Domus Anatomica

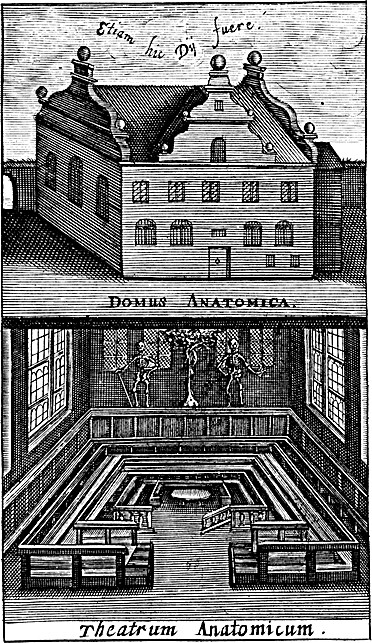
Domus Anatomica avbildad Thomas Bartholins Cista medica Hafniensis (1662).

Domus Anatomica var 1664–1728 en anatomisk teater i Köpenhamn.
I Danmark öppnades 1664 Domus Anatomica, som var den första anatomiska teatern där, i en på den södra delen av Köpenhamns universitets tomt liggande gamla kollegiet. På bottenvåningen fanns en förhall, varifrån två dörrar till höger ledde in till två rum, av vilka det första var preparatoriet, där kadavren preparerades till föreläsningarna. Vid sidan av detta rum fanns en liten skrubb, där dissektorn förvarade sina instrument, och "där han kan ordna sina tankar och sina kläder före den offentliga demonstrationen". Vid sidan av preparatoriet fanns det andra rummet, där kadavren skeletterades. Till vänster om förhallen ledde en dörr till själva anatomiska teatern, eller rättare amfiteatern, som var fyrkantigt, rymligt och mycket högt med flera rader platser över varandra för åhörarna. Mitt i rummet stod ett bord för kadavren, som kunde vändas och vridas åt alla håll. Genom ett skrank var bordet skilt från de närmaste åhörarna. Slutligen ledde en fjärde dörr från förhallen till en trappa upp till ett galleri, där det fanns platser för kungen, hovfolk och andra åskådare. I lokalen uppställdes skelett av en man och en kvinna, Adam och Eva, och mellan dem ställdes ett konstgjort träd med ormen; dessutom fanns en del djurskelett. 
År 1728 brann Domus Anatomica ned vid den stora eldsvådan i Köpenhamn, och först 1740 fick universitetet en ny anatomikammare i den byggnad, som kallades auditorium och låg där, det nu finns vestibul och solennitetssalar. Där fanns bara två rum, ett för dissektioner och ett för samlingar. År 1699 omtalas en anatomisal för kirurgerna i Admiralgade. År 1736 inrättades Theatrum anatomico-chirurgicum.